# Eric Wilhelm
Eric (Wilhelm) Wilhelm egentligen Carlsson, född 12 december 1906 i Yxenhult, Skånes-Fagerhults socken, Kristianstads län, död där 21 juli 1978, var en svensk skulptör.
Han var son till lantbrukaren Carl Jönsson och Emelie Petrusdotter och från 1954 gift med Hildur Linnéa Ekbladh. Wilhelm studerade konst privat för olika konstnärer i Helsingborg 1947 och vid Lena Börjesons skulpturskola i Stockholm 1948 och genom självstudier under resor till Köpenhamn och Oslo. Han medverkade i samlingsutställningar arrangerade av Helsingborgs konstförenings vårutställningar i Helsingborg och Kristianstadssalongerna i Kristianstad. Bland hans offentliga arbeten märks reliefer på Skåne Fagerehults folkskola och Rännelövs pensionärshem i Halland samt ett krucifix i gips för Markaryds missionskapell. Hans konst består av mindre skulpturer och föremål tillverkade i gips och sten.